# Дефункционализация
Дефункционализация в программировании — техника преобразования программы на этапе компиляции, заменяющая функции высшего порядка на вызов одной-единственной функции применения функции к аргументу.
Впервые была описана Джоном Рейнольдсом (англ. John C. Reynolds) в 1972 году. Поскольку всякая программа содержит конечное количество функциональных абстракций, то каждая из них может быть заменена уникальным идентификатором, а каждое применение абстрактной функции в такой программе может быть заменено вызовом функции функции применения с идентификатором абстрактной функции в качестве первого параметра. При этом функция применения выбирает по идентификатору абстрактной функции операции и выполняет их над оставшимися аргументами (исходными аргументами абстрактной функции).
Одним из затруднений для этой техники является то, что функциональная абстракция может ссылаться на свободные переменные. В такой ситуации до выполнения дефункционализации должен быть выполнен λ-подъём — преобразование свободных переменных в замыкания, — чтобы любая свободная переменная, использующаяся функциональной абстракцией, передавалась бы в качестве аргумента в функцию применения. Кроме того, если замывание поддерживается в качестве значения первого класса, то необходимо обеспечить создание новых структур данных для представления захваченных значений.
Вместо использования единственной функции применения для обработки всех случаев, могут использоваться различные методы анализа потока управления (включая простейшее различение разных видов арности (числа аргументов) или сигнатур типов) для разделения применения на несколько специализированных функций. Также язык программирования может поддерживать указатели на функции, использование которых может быть более эффективным, чем подход с диспетчеризацией.
Помимо применения в компиляторах для функциональных языков программирования, использующих функции высшего порядка, дефункционализация также исследовалась как метод механистического преобразования интерпретатора в абстрактную машину. Дефункционализация также связана с техникой представления функций с помощью функциональных объектов в объектно-ориентированного программирования (как альтернатива использованию замыканий).

## Пример
Для типа данных «дерево»:
```
data
 
Tree
 
a
 
=
 
Leaf
 
a

            
|
 
Node
 
(
Tree
 
a
)
 
(
Tree
 
a
)

```

производится дефункционализация следующей программы:
```
cons
 
::
 
a
 
->
 
[
a
]
 
->
 
[
a
]

cons
 
x
 
xs
 
=
 
x
 
:
 
xs

o
 
::
 
(
b
 
->
 
c
)
 
->
 
(
a
 
->
 
b
)
 
->
 
a
 
->
 
c

o
 
f
 
g
 
x
 
=
 
f
 
(
g
 
x
)

flatten
 
::
 
Tree
 
t
 
->
 
[
t
]

flatten
 
t
 
=
 
walk
 
t
 
[]

walk
 
::
 
Tree
 
t
 
->
 
[
t
]
 
->
 
[
t
]

walk
 
(
Leaf
 
x
)
     
=
 
cons
 
x

walk
 
(
Node
 
t1
 
t2
)
 
=
 
o
 
(
walk
 
t1
)
 
(
walk
 
t2
)

```

Для этого осуществляется замена всех функций высшего порядка (cons, o, и walk) значением типа Lam, и вместо прямого вызова функций, используется функция
apply, обрабатывающая значения этого типа:
```
data
 
Lam
 
a
 
=
 
LamCons
 
a

           
|
 
LamO
 
(
Lam
 
a
)
 
(
Lam
 
a
)

apply
 
::
 
Lam
 
a
 
->
 
[
a
]
 
->
 
[
a
]

apply
 
(
LamCons
 
x
)
  
xs
 
=
 
x
 
:
 
xs

apply
 
(
LamO
 
f1
 
f2
)
 
xs
 
=
 
apply
 
f1
 
(
apply
 
f2
 
xs
)

cons_def
 
::
 
a
 
->
 
Lam
 
a

cons_def
 
x
  
=
 
LamCons
 
x

o_def
 
::
 
Lam
 
a
 
->
 
Lam
 
a
 
->
 
Lam
 
a

o_def
 
f1
 
f2
 
=
 
LamO
 
f1
 
f2

flatten_def
 
::
 
Tree
 
t
 
->
 
[
t
]

flatten_def
 
t
 
=
 
apply
 
(
walk_def
 
t
)
 
[]

walk_def
 
::
 
Tree
 
t
 
->
 
Lam
 
t

walk_def
 
(
Leaf
 
x
)
     
=
 
cons_def
 
x

walk_def
 
(
Node
 
t1
 
t2
)
 
=
 
o_def
 
(
walk_def
 
t1
)
 
(
walk_def
 
t2
)

```